# 시모츠키 하루카
시모츠키 하루카(일본어: 霜月 はるか 시모쓰키 하루카[*], 11월 15일 ~ )는 일본의 여성 싱어송 라이터이다. 미야기현 출신, 도쿄도 거주. 시라유키 여자대학 문학부 아동문화학과 졸업.